# Криптоботаника
Криптоботаниката е псевдонаука, която се занимава с издирване на неизвестни, легендарни или изчезнали растения, за чието съществуване няма достоверни свидетелства. Тези растения – криптиди се срещат във фолклора, митовете и легендите на древни народи, както и в някои трудове на изследователи пребивавали в непознати земи и откривали странните видове растения. Също като криптозоологията и криптоботаниката е отхвърлена от „сериозната“ наука. Най-известният криптид от криптоботаниката е човекоядното дърво в Латинска Америка. Един от най-известните изследователи на криптидите е Карл Шукер, като той описва много животински и растителни криптиди в своята книга „Тне Beasts That Hide From Man“ (2003).